# Pomnik 15. Południk
Pomnik 15. Południk w Stargardzie – pomnik wyznaczający przebieg 15. południka długości geograficznej wschodniej, położony przy ul. Szczecińskiej, nieopodal ronda 15. Południk.
Pomnik został ustawiony w okresie międzywojennym. Posiada on formę kamienia narzutowego z wyobrażeniem siatki południków i równoleżników na szczycie oraz płytą informującą, iż Stargard leży dokładnie 15 stopni na wschód od południka zerowego, przebiegającego przez przedmieście Londynu Greenwich, który stanowi podstawę wyznaczania czasu środkowoeuropejskiego (CET). W 1996 pomnik został odrestaurowany.
Teren wokół pomnika jest urządzony i otacza go wieniec 6 kasztanowców.
Mimo iż pomnik nosi nazwę 15. Południk, faktycznie znajduje się ok. 200 m na zachód od południka. Wynika to z niedokładności sprzętów geodezyjnych w okresie, gdy ustawiano pomnik.
Pomnik oraz jego otoczenie podlegają ochronie konserwatorskiej.